# Câțcău (gmina)
Câțcău – gmina w Rumunii, w okręgu Kluż. Obejmuje miejscowości Câțcău, Muncel i Sălișca. W 2011 roku liczyła 2100 mieszkańców.